# Rádio Manchete
A Rádio Manchete é uma emissora de rádio brasileira sediada na cidade do Rio de Janeiro que opera na frequência de 760 kHz, outorgada em Niterói. Seu início remonta a 1960, quando o casal de radialistas Antenógenes Silva e Léa Silva inauguraram a Rádio Federal, com transmissão em 1 090 kHz. A estação foi vendida em 1971 ao jornalista Adolpho Bloch e renomeada em 1980 como Rádio Manchete, inspirado na revista de mesmo nome, já nos 760 kHz e chegando a ser uma das mais ouvidas da região metropolitana do Rio de Janeiro. No final da década de 1990, com as Empresas Bloch declinando por dificuldades financeiras, a emissora passou a ter sua programação arrendada, intercalando com períodos em que esteve integralmente musical.

## História
A Rádio Federal de Niterói começou a ser planejada no final da década de 1950, quando o casal Antenógenes Silva, compositor e musicista, e Léa Silva, locutora e então produtora da Rádio Tupi, comprou um terreno localizado no bairro Porto das Pedras, em São Gonçalo, para a instalação de seus transmissores e obteve a outorga da frequência de 1 090 kHz. A pré-inauguração da emissora foi realizada em 17 de setembro de 1960 com uma cerimônia apresentada por Léa na Arquidiocese de Niterói a representantes das áreas religiosa, política e industrial, enquanto a inauguração oficial ocorreu em 22 de novembro com um show em comemoração ao aniversário de Niterói. Tendo contado também com a organização do padre Laurindo Rauber, diretor artístico da Rádio Aparecida e da Rádio 9 de Julho, a estação, localizada no 10.º andar do Edifício Brasília, reservava três horas de sua programação para aulas de ensino fundamental elaboradas pelo Sistema Radioeducativo Nacional (SIRENA), enquanto o restante da programação era preenchido por músicas populares e eruditas intercaladas com noticiários.
Em 1971, Antenógenes vendeu a Rádio Federal para o jornalista e empresário Adolpho Bloch, proprietário das Empresas Bloch. Neste período, a emissora dedicava sua programação à música e à transmissão de corridas de turfe. Bloch pretendia renomeá-la como Rádio Manchete, em inspiração na sua revista Manchete, mas o processo de mudança foi concluído apenas em 1980, quando, em 15 de julho, foi lançada com o novo nome, já tendo a sede transferida para o Rio de Janeiro, no novo prédio da Bloch Editores, localizado na rua do Russel — ainda durante a década de 1970, a transmissão havia sido deslocada para a frequência de 760 kHz. Com os investimentos, começou a disputar as colocações de audiência com as líderes Rádio Globo e Rádio Tupi. Em seus primeiros aniversários, a Rádio Manchete promoveu shows de cantores de música popular no Maracanãzinho.
Durante a década de 1990, as Empresas Bloch foram afetadas por uma crise financeira passada pela Rede Manchete, sua rede de televisão. Em 1995, com a morte de Adolpho Bloch, seu sobrinho Pedro Jack Kapeller assumiu o controle dos veículos do grupo. Em outubro de 1999, a Rádio Manchete, com poucos funcionários, foi arrendada ao empresário Jair Marchesini. A emissora recebeu o nome Manchete CCI, sigla da Central de Comunicação e Imagem, produtora de propriedade de Marchesini, foi transferida para o 39.º andar do edifício Conde Pereira Carneiro, no Centro do Rio de Janeiro, e teve sua programação revitalizada, contando com a coordenação de Roberto Canazio, que fazia parte do grupo de locutores desde sua inauguração. No decorrer dos meses, Marchesini, sem querer pagar o valor do aluguel e priorizando seus negócios na televisão, perdeu o interesse na Rádio Manchete e deixou de investir em sua qualidade técnica. A parceria entre o empresário e a emissora encerrou em outubro de 2000, e sua programação tornou-se inteiramente musical.
Em janeiro de 2002, a Rádio Manchete foi arrendada ao Grupo Dial Brasil, que tinha em seu quadro societário o apresentador Luciano Huck e a empresária Marlene Mattos e controlava também a rádio Jovem Pan 2 Rio de Janeiro. Novos comunicadores foram contratados e alguns veteranos como Cidinha Campos e Wagner Montes retornaram, tendo contratado ainda o ator Francisco Cuoco, estreante no meio radiofônico. A emissora também foi deslocada para um espaço na Rua da Assembleia. Em poucos meses, o Grupo Dial Brasil enfrentou problemas na administração financeira da estação, pois, com exceção de sua equipe esportiva, partilhava com a Jovem Pan os mesmos anunciantes, causando prejuízos e fazendo com que a mensalidade do arrendamento não fosse paga. Em 30 de julho, o aluguel foi encerrado e a Rádio Manchete voltou a veicular programação musical. A emissora procurou por novos arrendatários, como a Canção Nova, que não aceitou a proposta pela insatisfação com o valor da mensalidade. Foi arrendada em 1.º de abril de 2003 à Rádio Deus É Amor.
Em 2006, a Rádio Manchete encerrou o arrendamento e novamente recorreu à programação musical. A direção procurou por interessados em administrá-la através de aluguel, como o apresentador e empresário Ratinho. Desta vez, o Grupo Nasseh de Comunicação, controlado por Miguel Nasseh, aceitou a proposta e, após alguns dias de testes, a emissora estreou, em 1.º de agosto de 2006, sua nova programação. Foram contratados novos locutores, como Luiz de França, William Travassos e o ex-governador do estado do Rio de Janeiro Anthony Garotinho, e houve uma reestruturação técnica com a aquisição de um sistema digital de transmissão. A estação transmitiu a Copa do Mundo FIFA de 2010, numa parceria com a Rádio Eldorado de São Paulo, e de 2014, com a Rádio Central de Campinas, além de cobrir a Copa das Confederações de 2013 com as emissoras da Rede Nossa Copa, liderada pela Rádio Cultura de Miracema do Tocantins.
Em 31 de outubro de 2015, a Rádio Manchete encerrou o arrendamento com o Grupo Nasseh e deixou os 760 kHz, passando a transmitir sua programação apenas em seu website até 2018, quando retornou ao dial. Em maio de 2016, a emissora começou a veicular a versão brasileira do programa russo Rádio Sputnik, da agência de notícias Sputnik, e do mesmo ano até 2020, veiculou produções da Ibéria Universal, empresa portuguesa que distribui programas com notícias sobre a China direcionados a países lusófonos, enquanto o restante da grade era composto por músicas religiosas. Em 7 de maio de 2022, o proprietário Pedro Jack Kapeller morreu aos 83 anos.
Em 3 de julho de 2023, a Rádio Manchete lançou uma nova programação produzida pela Rede MRio, empresa administrada por Raphael de França, com o aval das irmãs Carla Kapeller e Daniela Kapeller, agora proprietárias da emissora. A grade, formada por programas populares e cobertura futebolística, contou com comunicadores como Raphael e William Travassos, que trabalharam na estação quando foi arrendada em 2006. Ao mesmo tempo, iniciou-se a expectativa para lançar sua frequência modulada estendida de 76,9 MHz, migrante dos 760 kHz. A Rádio Manchete passou os primeiros meses localizada em um andar do Centro Empresarial Mirante do Rio e transferiu-se para o Edifício Gustavo José de Mattos, no andar onde estava a JB FM. A parceria foi encerrada em 7 de dezembro, e a MRio deixou a emissora, que voltou a apenas transmitir músicas, para ocupar outra frequência no Rio de Janeiro.